# Kevin Costner & Modern West
Kevin Costner & Modern West is een Amerikaanse band. De frontman is de acteur Kevin Costner.

## Geschiedenis
De band is in 2005 door Kevin Costner gesticht met de aanmoediging van zijn vrouw Christine. Nadat ze in Oktober 2007 een wereldtour hebben gedaan kwam op 11 November 2008 hun debuutalbum Untold Truths uit. In Februari 2010 kwam hun tweede album Turn It On uit, waarna ze weer een wereldtour deden.
Alhoewel ze vaak als Country-Band worden genoemd, is hun muziek genre meer rockmuziek uit de '80 jaren.
We hebben eenvoudigweg de fout gemaakt om het woord ,West‘ in de bandnaam te gebruiken, waardoor de mensen automatisch denken dat we een Country-Band zijn. Ons platenlabel heeft hier tot nu toe nog niks aan gedaan.
 Kevin Costner 2010

## Albums
- 2008 – Untold Truths
- 2010 – Turn It On